# Stefan Lončar
Stefan Lončar (in cirillico: Стефан Лончар?; Nikšić, 19 febbraio 1996) è un calciatore montenegrino, centrocampista dell'Akron Togliatti.

## Caratteristiche tecniche
È un mediano.

## Carriera

### Nazionale
Ha giocato nelle nazionali giovanili montenegrine Under-19 ed Under-21.
Ha esordito con la nazionale montenegrina il 2 giugno 2018 in occasione dell'amichevole persa 2-0 contro la Slovenia.

## Statistiche

### Cronologia presenze e reti in nazionale
| Cronologia completa delle presenze e delle reti in nazionale ― Montenegro | Cronologia completa delle presenze e delle reti in nazionale ― Montenegro | Cronologia completa delle presenze e delle reti in nazionale ― Montenegro | Cronologia completa delle presenze e delle reti in nazionale ― Montenegro | Cronologia completa delle presenze e delle reti in nazionale ― Montenegro | Cronologia completa delle presenze e delle reti in nazionale ― Montenegro | Cronologia completa delle presenze e delle reti in nazionale ― Montenegro | Cronologia completa delle presenze e delle reti in nazionale ― Montenegro |
| Data                                                                      | Città                                                                     | In casa                                                                   | Risultato                                                                 | Ospiti                                                                    | Competizione                                                              | Reti                                                                      | Note                                                                      |
| ------------------------------------------------------------------------- | ------------------------------------------------------------------------- | ------------------------------------------------------------------------- | ------------------------------------------------------------------------- | ------------------------------------------------------------------------- | ------------------------------------------------------------------------- | ------------------------------------------------------------------------- | ------------------------------------------------------------------------- |
| 28-5-2018                                                                 | Zenica                                                                    | Bosnia ed Erzegovina                                                      | 0 – 0                                                                     | Montenegro                                                                | Amichevole                                                                | -                                                                         | 63’                                                                       |
| 2-6-2018                                                                  | Podgorica                                                                 | Montenegro                                                                | 0 – 2                                                                     | Slovenia                                                                  | Amichevole                                                                | -                                                                         | 55’                                                                       |
| 17-11-2022                                                                | Podgorica                                                                 | Montenegro                                                                | 2 – 2                                                                     | Slovacchia                                                                | Amichevole                                                                | -                                                                         | 45’ 70’                                                                   |
| 20-11-2022                                                                | Lubiana                                                                   | Slovenia                                                                  | 1 – 0                                                                     | Montenegro                                                                | Amichevole                                                                | -                                                                         | 59’                                                                       |
| 24-3-2023                                                                 | Razgrad                                                                   | Bulgaria                                                                  | 0 – 1                                                                     | Montenegro                                                                | Qual. Euro 2024                                                           | -                                                                         | 80’                                                                       |
| 27-3-2023                                                                 | Podgorica                                                                 | Montenegro                                                                | 0 – 2                                                                     | Serbia                                                                    | Qual. Euro 2024                                                           | -                                                                         | 76’                                                                       |
| 17-6-2023                                                                 | Podgorica                                                                 | Montenegro                                                                | 0 – 0                                                                     | Ungheria                                                                  | Qual. Euro 2024                                                           | -                                                                         | 82’                                                                       |
| 20-6-2023                                                                 | Podgorica                                                                 | Montenegro                                                                | 1 – 4                                                                     | Rep. Ceca                                                                 | Amichevole                                                                | -                                                                         | 46’                                                                       |
| 7-9-2023                                                                  | Kaunas                                                                    | Lituania                                                                  | 2 – 2                                                                     | Montenegro                                                                | Qual. Euro 2024                                                           | -                                                                         | 53’                                                                       |
| 10-9-2023                                                                 | Podgorica                                                                 | Montenegro                                                                | 2 – 1                                                                     | Bulgaria                                                                  | Qual. Euro 2024                                                           | -                                                                         |                                                                           |
| 12-10-2023                                                                | Podgorica                                                                 | Montenegro                                                                | 3 – 2                                                                     | Libano                                                                    | Amichevole                                                                | -                                                                         | 65’                                                                       |
| 16-11-2023                                                                | Podgorica                                                                 | Montenegro                                                                | 2 – 0                                                                     | Lituania                                                                  | Qual. Euro 2024                                                           | -                                                                         | 79’                                                                       |
| 25-3-2024                                                                 | Boztepe                                                                   | Montenegro                                                                | 1 – 0                                                                     | Macedonia del Nord                                                        | Amichevole                                                                | -                                                                         | 61’                                                                       |
| 16-11-2024                                                                | Nikšić                                                                    | Montenegro                                                                | 0 – 2                                                                     | Islanda                                                                   | UEFA Nations League 2024-2025 - 1º turno                                  | -                                                                         | 74’                                                                       |
| 19-11-2024                                                                | Nikšić                                                                    | Montenegro                                                                | 3 – 1                                                                     | Turchia                                                                   | UEFA Nations League 2024-2025 - 1º turno                                  | -                                                                         | 79’                                                                       |
| 22-3-2025                                                                 | Nikšić                                                                    | Montenegro                                                                | 3 – 1                                                                     | Gibilterra                                                                | Qual. Mondiali 2026                                                       | -                                                                         | 59’                                                                       |
| 25-3-2025                                                                 | Nikšić                                                                    | Montenegro                                                                | 1 – 0                                                                     | Fær Øer                                                                   | Qual. Mondiali 2026                                                       | -                                                                         | 46’                                                                       |
| 6-6-2025                                                                  | Plzeň                                                                     | Rep. Ceca                                                                 | 2 – 0                                                                     | Montenegro                                                                | Qual. Mondiali 2026                                                       | -                                                                         | 62’ 90+1’                                                                 |
| 9-6-2025                                                                  | Niksic                                                                    | Montenegro                                                                | 2 – 2                                                                     | Armenia                                                                   | Amichevole                                                                | -                                                                         | 75’                                                                       |
| Totale                                                                    |                                                                           | Presenze                                                                  | 19                                                                        |                                                                           | Reti                                                                      | 0                                                                         |                                                                           |

## Palmarès

### Club

#### Competizioni nazionali
- Campionato montenegrino: 1

Sutjeska: 2017-2018